# Haselnussöl
Haselnussöl ist ein aus Kernen (Nüssen) des Haselnussstrauches (Corylus avellana) durch Pressung gewonnenes Pflanzenöl. Dieses ist klar, hellgelb bis gelbbraun und hat einen nussartigen Geruch und Geschmack. Es wird an der Luft etwas konsistenter, ohne auszutrocknen und löst sich in 350 Teilen kaltem Alkohol.
Haselnussöl ist chemisch ein Triglycerid, also ein Triester, der sich von Glycerin ableitet. Haselnussöl besitzt eine Peroxidzahl von max. 10,0 mEq/kg und enthält zusätzlich Vitamin E.
Abzugrenzen ist es von dem Avellanaöl von der Chilenischen Haselnuss (Gevuina avellana), welches eine andere Zusammensetzung aufweist.

## Verwendung
Es wird als Speiseöl, in der Lebensmittelindustrie als geschmacktragendes Backöl, als Haut- oder Massageöl und Zusatz in vielen Nahrungsmitteln und als Inhaltsstoff diverser Kosmetika verwendet.
Haselnussöl ist nicht lange haltbar.

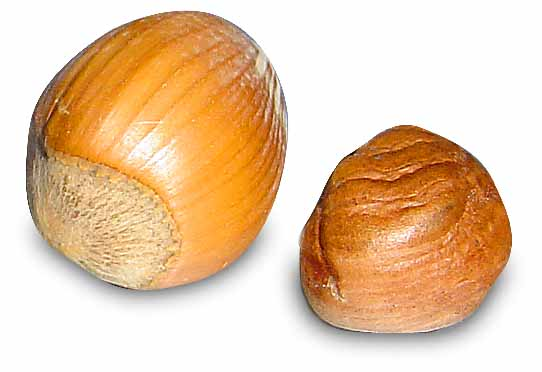
Haselnuss (links) und Samen
Allgemeine chemische Struktur von Fett, wie Haselnussöl. Darin sind R1, R2 und R3 Alkylreste (≤ 10 %) oder Alkenylreste (≥ 90 %) mit einer meist ungeraden Anzahl von Kohlenstoffatomen. Haselnussöl ist, wie andere Öle, ein Gemisch von Triestern des Glycerins.